# Claudine Guérin de Tencin

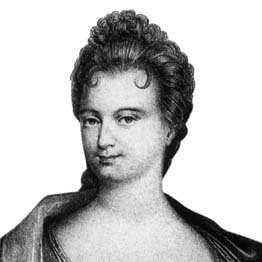
Claudine Guérin de Tencin.

Claudine Alexandrine Guérin de Tencin, född 27 april 1682 i Grenoble, död 4 december 1749 i Paris, var en politiskt aktiv fransk salongsvärd, författare och adelsdam. Hon stod värd för den mest berömda litterära salongen i Paris från 1733 till 1749. Hon var även känd för sina kärleksförhållanden och mor till Jean le Rond d'Alembert.  

## Biografi
Claudine Guérin de Tencin var dotter till Antoine Guérin, seigneur de Tencin och Louise de Buffévent. Hennes far tillhörde den lokala ämbetsadeln i Dauphine. Eftersom hon var sina föräldrars yngsta barn beslöts det att hon skulle gå i kloster, och hon placerades vid åtta års ålder i dominikanerordens klostret Montfleury. Detta var ett förmöget kloster där disciplinen var slapp. Hon tvingades avlägga klosterlöftena mot sin vilja år 1698. Hon vägrade att underkasta sig klosterlivet utan vidhöll att hon tvingats avlägga dem mot sin vilja och krävde att få lämna klostret. Hennes far dog 1705, och 1708 fick hon tillstånd att lämna klostret. Enligt ryktet var hon vid denna tidpunkt gravid, något som dock inte är bekräftat. Hon tillbringade sedan en tid hos en av sina mostrar i ett annat kloster fram till att hon slutligen löses från sina klosterlöften år 1711: året därpå befriades hon slutligen från dem. Hon fortsattes dock av vissa att kallas nunna. År 1711 reste hon till Paris, där hon till slut kunde bosätta sig hos sin syster, grevinnan Marie-Angélique de Ferriol Argental. Hon blev populär i societetslivet med sin kvickhet och humor. År 1717 hyrde hon en egen bostad, en lägenhet av nunnorna i Conception på Rue Saint-Honoré 8. Enligt ryktet var hon vid denna tidpunkt gravid. 
Tencin beskrevs av samtiden som en energisk ekonom som ägnade sig åt alla medel för att öka sin förmögenhet. Hon öppnade år 1719 ett investeringsbolag som ägnades åt spekulation. Hon använde sig flitigt av sina kontakter för ekonomisk vinning och ska också ha ägnat sig åt utpressning. Hon spekulerade på krig och inledde sexuella förbindelser för ekonomisk vinning med korrupta finansiärer, något om tydligt framgår av hennes affärsbrev. Ett av hennes mål var att finansiera sin bror Pierre-Paul Guérin de Tencins karriär. Tencin påverkade genom sina kontakter politiska skeenden för att sedan spekulera på utgången. Detta gjorde att hon sattes under bevakning av Frankrikes verkliga regent, kardinal Fleury, som år 1730 lät förvisa henne från Paris för den politiska stabilitetens skull. Hon lyckades dock snart återvända genom att förebära hälsoskäl. 
År 1730 öppnade hon sin berömda salong, som 1733 skulle komma att ersätta Lamberts salong som den främsta i Paris. Hon agerade där finansiär och kontaktförmedlare åt konstnärer, främst författare. Varje tisdag ägnades salongen uteslutande åt litteratur. Som salongsvärd beskrivs hon som ivrig och engagerad, med en intim ton till sina protegéer och gärna med samtalet inriktat på sitt favoritämne, metafysik. Vid denna tid hade Tencin som mål att påverkade den franska politiken genom att skaffa sig inflytande över Ludvig XV. Ett av hennes mål var att göra sin bror till kardinal. Hon lyckades lansera Marie Anne de Mailly-Nesle som monarkens mätress och därigenom också få möjlighet att påverka monarkens politik genom denna. Hon lyckades göra sin bror till kardinal (1740) och minister (1742) och etablera förbindelser med en rad statsöverhuvuden, så som påven. Hennes maktställning uppfattades vid denna tid som skandalös. Marie Anne de Mailly-Nesles död 1744 avslutade i ett slag hennes maktställning vid hovet, och hon slutade då uppfattas som en politisk aktör. Hon fortsatte sin verksamhet som salongsvärd, men beskrivs efter denna tidpunkt som alltmer resignerad, och 1746 drabbades hon av en sjukdom som gjorde henne överviktig och passiv.